# Hiệp ước Versailles (1787)

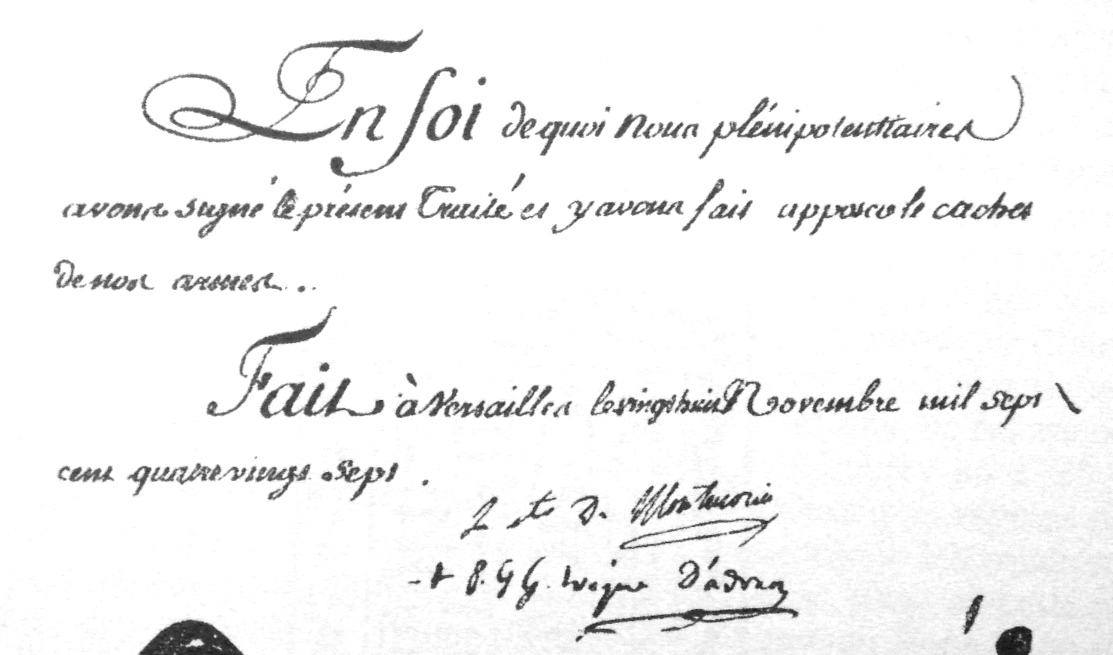
Chữ ký của Armand Marc, comte de Montmorin, Bộ trưởng bộ Ngoại giao và Hải quân Pháp, trong Hiệp ước Versailles 1787. Chữ ký còn lại Evèque d'Avran, hay Pigneau de Béhaine.

Hiệp ước Versailles năm 1787 (tiếng Pháp: Traité de Versailles de 1787) là một hiệp ước được ký kết giữa một bên là hầu tước Montmorin đại diện cho vua nước Pháp Louis XVI, một bên là Pigneau de Behaine (Bá Đa Lộc) thay mặt Nguyễn Ánh. Nội dung chủ yếu là việc Nguyễn Ánh đồng ý cắt lãnh thổ Việt Nam cho Pháp để Pháp đưa quân đội, vũ khí sang giúp đánh nhà Tây Sơn.
Do nhiều yếu tố, đặc biệt là cuộc Cách mạng Pháp năm 1789 lật đổ Hoàng gia, nên nước Pháp đã không thi hành Hiệp ước Versailles 1787, nên theo sử gia Tạ Chí Đại Trường, giá trị Hiệp ước Versailles 1787 chỉ là tờ giấy lộn. Tuy nhiên Hiệp ước Versailles vẫn trở thành một di họa đối với Việt Nam. Về sau, Pháp đã dựa vào hiệp ước này để làm cớ yêu cầu nhà Nguyễn cắt đất, và sau đó xâm lược Việt Nam vào năm 1858. Sau này tác giả Faure chép truyện Bá Đa Lộc, có nuối tiếc rằng nếu Hiệp ước thành sự thực thì Pháp có thể chiếm Việt Nam sớm hơn mấy chục năm:
“Nếu lúc ấy Chính phủ Pháp sẵn sàng giúp ông Bá Đa Lộc thì ông ấy đã giúp cho nước Pháp hoàn thành cuộc bảo hộ ở An Nam ngay từ cuối thế kỷ 18, để sau khỏi phải dùng đến chiến sự mới xong công việc”.

## Bối cảnh
Năm 1771, Tây Sơn khởi binh chống lại chúa Nguyễn, thế ngày một mạnh. Trong khi ở phía bắc vào năm 1774, chúa Trịnh cũng đưa quân tấn công và chiếm được Phú Xuân, thủ phủ của Đàng Trong vào năm 1775 trong cuộc xung đột lần cuối cùng giữa hai chính quyền cai trị Đàng Trong và Đàng Ngoài, chúa Nguyễn thua chạy vào đóng quân ở Quảng Nam, lập cháu là Nguyễn Phúc Dương làm thái tử kế vị. Quân Tây Sơn tiến ra đánh chiếm Quảng Nam, chúa Nguyễn ở thế "lưỡng đầu thọ địch" không chống nổi bèn cùng với cháu là Nguyễn Phúc Ánh (Nguyễn Ánh) chạy vào Gia Định, để lại Nguyễn Phúc Dương chống với quân Tây Sơn. Cho đến năm 1777, Nguyễn Huệ xua quân lấy được đất Gia Định, bắt giết chúa Nguyễn và Nguyễn Phúc Dương; Nguyễn Ánh chạy thoát được.
Nguyễn Huệ, Nguyễn Lữ về Quy Nhơn, Nguyễn Ánh lúc ấy 17 tuổi, tập hợp tôi tớ cũ chúa Nguyễn, khởi binh thu đất Gia Định và xưng vương năm 1780. Năm 1782, Nguyễn Huệ, Nguyễn Lữ đem quân vào đánh đất Gia Định, Nguyễn Ánh phải chạy về Ba Giống, rồi ra đảo Phú Quốc. Nguyễn Nhạc, Nguyễn Huệ rút về Quy Nhơn, Nguyễn Ánh lại tái chiếm Gia Định, năm 1783, Nguyễn Huệ lại mang quân đánh khiến Nguyễn Ánh phải lánh ra Phú Quốc. Nguyễn Huệ đánh ra Phú Quốc, Nguyễn Ánh chạy ra Côn Lôn, Nguyễn Huệ đem thuyền vây Côn Lôn, nhờ có bão mà Nguyễn Ánh chạy thoát ra đảo Cổ Cốt, rồi lại về Phú Quốc.
Bây giờ Nguyễn Ánh lương thực hết, phải hái rau, tìm củ chuối để ăn, thế cùng lực kiệt. Trước đây Nguyễn Ánh có quen với người Pháp, làm giám mục đạo Gia Tô tên là Bá Đa Lộc (Pierre Pigneau de Béhaine, évêque d'Adran) khi ấy Bá Đa Lộc đang ở Chantaboun (thuộc nước Xiêm), Nguyễn Ánh bèn sai người đến bàn việc. Bá Đa Lộc khuyên Nguyễn Ánh cầu viện nước Pháp, nhưng phải cho Hoàng tử Cảnh đi làm tin thì mới được.
Mọi sự sắp xếp đã rồi, nhưng vì trái gió mùa, Bá Đa Lộc chưa đi tàu về Pháp được. Nguyễn Ánh trong bụng chưa quyết hẳn việc cầu viện nước Pháp, liền sang nước Xiêm La xin cứu viện. Nước Xiêm mang 3 vạn quân, 300 chiếc thuyền tiến sang Đại Việt. Nguyễn Nhạc nghe tin, cử Nguyễn Huệ đem binh vào, đánh bại quân Xiêm La ở Trận Rạch Gầm - Xoài Mút vào tháng 1 năm 1785.

## Diễn biến
Vào cuối năm 1783, Nguyễn Ánh giao cho Bá Đa Lộc vai trò "sứ giả đặc biệt của vua Nam Hà" với một tờ quốc thư 14 khoản cầu viện Pháp và quốc ấn để vị Giám mục này được toàn quyền thay mặt Nguyễn Ánh sang Pháp cầu viện triều đình vua Louis XVI. Đi kèm với Bá Đa Lộc là con cả của Nguyễn Ánh là Nguyễn Phúc Cảnh và các tướng Phạm Văn Nhơn, Nguyễn Văn Liêm. Sinh mạng của cậu bé về sau trở thành hoàng tử trưởng nhà Nguyễn, khi ấy mới lên 4 tuổi bị đưa ra "thế chấp" "làm con tin" trong cuộc cầu viện này.
Nhưng mãi đến cuối năm 1784, đoàn thuyền của Bá Đa Lộc mới rời Việt Nam rồi sau đó lại bị kẹt ở Pondichéry, Ấn Độ (thuộc Pháp). Đến giữa 1786 họ rời khỏi Pondichéry và tới hải cảng Lorient ở Pháp vào tháng 2 năm 1787. Mất một thời gian vận động khá lâu, đến đầu tháng 5 năm 1787, Bá Đa Lộc cùng hoàng tử Cảnh mới được tiếp kiến vua Louis XVI. Ngày 28 tháng 11 năm 1787, tại cung điện Versailles, Thượng thư Bộ Ngoại giao Pháp là Armand Marc, Bá tước de Montmorin, thay mặt vua Pháp ký với đại diện của Nguyễn Ánh là Giám mục Bá Đa Lộc bản hiệp ước "Tương trợ tấn công và phòng thủ" (thường gọi là Hiệp ước Versailles).

## Nội dung
Hiệp ước này gồm có 10 khoản, nội dung chính là về việc vua Pháp cam kết cung cấp cho Nguyễn Ánh 4 chiếc tàu chiến loại frégaté cùng 1.200 bộ binh 200 pháo binh và 250 lính Cafres (lính da đen châu Phi) và các phương tiện trang bị vũ khí tương ứng; ngược lại Nguyễn Ánh phải chấp thuận:
- Cắt cửa biển Đà Nẵng và quần đảo Côn Lôn cho Pháp, cho phép người Pháp được quyền tự do buôn bán và kiểm soát thương mại của người nước ngoài ở Việt Nam[9].
- Phải cung cấp thủy thủ, tàu bè, lương thực và quân nhu thiết yếu cho Pháp khi Pháp có chiến tranh với một nước khác ở khu vực Viễn Đông.
- Mỗi năm phải đóng một chiếc tàu, y như tàu của nước Pháp đã cho sang giúp, để đem sang trả cho vua nước Pháp.

## Thực hiện
Ngày 27 tháng 12 năm 1787, Bá Đa Lộc cùng hoàng tử Cảnh rời Pháp và trở lại Pondichéry để đợi sự chi viện từ phía chính quyền Louis, nhưng ngày 14 tháng 7 năm 1789 giới bình dân Pháp đã làm cuộc cách mạng lật đổ triều đại phong kiến Louis, thiết lập nền cộng hòa tư sản, cộng thêm việc Bá tước nhận trách nhiệm chi viện là De Conway vốn có hiềm khích với Bá Đa Lộc đã tấu sàm, nước Pháp tỏ ra không muốn nhắc đến hiệp ước cũ nữa.
Theo Lịch sử nội chiến Việt Nam 1787 (Tạ Đại Chí Trường), nguyên nhân chính khiến nước Pháp không thực hiện Hiệp ước Versailles bởi: Nước Pháp tài chính bị kiệt quệ đến nỗi 10 ngày trước ký thỏa ước Versailles, triều đình Pháp trù liệu vay 420 triệu đồng livres. Thêm nữa trước đó một tháng, nước Phổ đã tràn vào chiếm nước Cộng hòa Batave, đánh đổ đảng thân Pháp làm cho Pháp mất đồng minh trên mặt biển là yếu tố cần thiết để giữ thuộc địa. Khi Bá Đa Lộc đi rồi, viên Trưởng văn phòng bộ thuộc địa mới bảo Do lệnh Vua cho Deconway hay rằng không tính tới chuyện viễn chinh Đông Dương.
Chờ mãi mà không nhận được sự chi viện từ Bá tước De Conway, Giám mục Bá Đa Lộc đã tự quyên góp tiền từ các thương gia có mưu đồ đặt cơ sở buôn bán ở Đại Việt cùng với số tiền 15.000 franc Pháp của gia đình mình cho, đem mua súng đạn và tàu chiến. Tháng 7 thì Bá Đa Lộc cùng hoàng tử Cảnh về đến Gia Định. Các hoạt động quyên góp tiền sau này hay xây dựng, sửa sang thành Gia Định, Vĩnh Long, Châu Đốc, Hà Tiên, Biên Hòa, Bà Rịa, huấn luyện cơ đội pháo thủ, tổ chức bộ binh và rèn luyện tập binh lính theo lối châu Âu, trung gia mua tàu chiến và vũ khí... đều có sự góp sức của những người Pháp mà do Bá Đa Lộc chiêu mộ, kêu gọi. Việc củng cố Gia Định cộng thêm sự giúp đỡ của người Pháp đã giúp cho thế lực của Nguyễn Ánh ngày càng mạnh, có thể đối đầu với Tây Sơn.
Các hoạt động giúp đỡ Nguyễn Ánh về mặt quân sự của Giám mục Bá Đa Lộc không phải là sự trợ giúp chính thức của chính phủ Pháp mà chỉ là hành động tự nguyện của một nhóm người theo sự chiêu mộ của Giám mục. Thực tế này đã bị cuộc cách mạng Pháp năm 1789 biến thành một "sự nhập nhằng không rõ ràng" và những biến động liên tục của nước Pháp từ cuộc cách mạng này khiến hơn nửa thế kỷ sau nước Pháp luôn phải hoài nghi và nuôi hy vọng hão huyền về những quyền lợi tại Việt Nam mà họ nghĩ lý ra là họ phải được nhận. Chính phủ Pháp chỉ còn ghi nhớ hiệp ước 1787 về công cuộc trợ giúp của người Pháp đối với Nguyễn Ánh ở Việt Nam, ngoài ra không còn một bằng cớ xác đáng nào về vấn đề đó.
Do Cách mạng Pháp nổ ra lật đổ Hoàng gia, nước Pháp đã không thực thi điều khoản nào trong Hiệp ước Versailles. Hiệp ước Versailles tuy được ký nhưng không còn giá trị.

## Hậu quả

### Pháp
Việc không thi hành thỏa ước Versailles khiến các sử gia Pháp sau này thấy mất một cơ hội chiếm thuộc địa Đông dương sớm hơn gần một thế kỷ. Họ gọi nhà cầm quyền Pháp thời bấy giờ là phản bội, lừa dối, phỏng gạt.

### Việt Nam
Nước Pháp không thực hiện Hiệp ước nhưng Bá Đa Lộc đã kêu gọi các thương nhân người Pháp trợ giúp cho Nguyễn Ánh. Theo Tạ Đại Chí Trường, việc quân nhân, giáo sĩ Tây phương có mặt ở Gia Định cũng tức là đã mở cửa cho văn minh Tây phương tràn vào.
Phong trào giao thương Âu Á vẫn tiếp tục mà Tây Sơn bị ném bên lề một phần nào thì Gia Định nhận lãnh tất cả những ưu thế được đưa đến. Bá Đa Lộc mang Hoàng tử Cảnh đi cầu viện đem về Gia Định không phải chỉ một hiệp ước tuy không được thi hành nhưng cũng tập hợp lực lượng tới giúp mà còn dẫn về một ông hoàng biết đọc kinh và quả quyết hứa rằng sứ mệnh của ông là làm cho dân chúng xứ tôi trở lại đạo.
Giáo sư Trần Văn Giàu nhận xét:
| “ | ...đúng là sĩ quan Pháp đã giúp nhiều cho Nguyễn Ánh đánh Tây Sơn. Cho nên trong triều đình Huế, đến khi Gia Long lên ngôi, vẫn còn thấy mấy quan đại thần mắt xanh tóc đỏ. Khỏi phải nói trắng ra, các quan đại thần đó như Dayot, Chaigneau, Vannier… đều là tai mắt của Paris. Còn Paris thì các nhà cầm quyền từ đệ nhất đế chế đến đệ tam cộng hòa đều không lúc nào quên Hiệp ước Versailles 1787. Paris luôn nhắc nhở Huế cái hiệp ước “trời cho” ấy bằng đường ngoại giao và bằng đại bác của chiến hạm bắn lên Đà Nẵng. Cầu viện Pháp, Hiệp ước Versailles đã tạo thành một “nghiệp chướng” cho triều đình Nguyễn. | ” |

Trong bài “Nên học sử ta”, Nguyễn Ái Quốc viết: 
“Trước khi vua Gia Long bán nước cho Tây, nước ta vẫn là nước độc lập. Vì muốn giành làm vua mà Gia Long đem nước ta bán cho Tây. Thế là giang san gấm vóc tan tác tiêu điều, con Lạc cháu Hồng hóa làm trâu ngựa”.
Trong bài thơ Lịch sử nước ta, Chủ tịch Hồ Chí Minh phê phán hành động cầu viện quân đội ngoại quốc của Nguyễn Ánh:
| “             | Gia Long lại dấy can qua Bị Tây Sơn đuổi, chạy ra nước ngoài. Tự mình đã chẳng có tài, Nhờ Tây qua cứu tính bài giải vây. Nay ta mất nước thế này, Cũng vì vua Nguyễn rước Tây vào nhà, Khác gì cõng rắn cắn gà, Rước voi dẫy mả, thiệt là ngu si. | ” |
| — Hồ Chí Minh | |   |

## Tư liệu viết bài
- Frédéric, Mantienne (1999), Monseigneur Pigneau de Béhaine, Editions Eglises d'Asie, 128 Rue du Bac, ISBN 2914402201 {{Chú thích}}: Đã bỏ qua tham số không rõ |locations= (trợ giúp).
- Đặng Việt Thủy; Đặng Thành Trung (2008), 54 vị Hoàng đế Việt Nam, Hà Nội: Nhà xuất bản Quân đội Nhân dân.
- Nguyễn Quang Trung Tiến (1999), "Hệ quả cuộc cách mạng 1789 đối với tiến trình thâm nhập Việt Nam của chủ nghĩa tư bản Pháp và "tấn bi kịch Gia Long"", Tạp chí Thông tin Khoa học và Công nghệ, số 1 (23)
- Trần Trọng Kim (1971), [[Việt Nam sử lược]], quyển 2, Sài Gòn: Trung tâm Học liệu Xuất bản thuộc Bộ Giáo dục, Bản gốc lưu trữ ngày 27 tháng 8 năm 2018, truy cập ngày 16 tháng 10 năm 2008 {{Chú thích}}: Tựa đề URL chứa liên kết wiki (trợ giúp).
- Tạ Chí Đại Trường (1973), Lịch sử Nội Chiến Việt Nam 1771- 1802, Sài Gòn: Nhà xuất bản Văn Sử Học.
- Phan Khoang (2001), Việt sử xứ Đàng Trong, Nhà xuất bản Văn Học.
- Chapuis, Oscar (1995), A History of Vietnam: From Hong Bang to Tu Duc, Greenwood Publishing Group, ISBN 0313296227.
- Nguyễn Xuân Thọ (2016), Bước đầu của sự thiết lập hệ thống thuộc địa Pháp ở Việt Nam (1858-1897) - Nhà xuất bản Hồng Đức, ISBN 9786048659202